# Pierre Jarraud
Pour les articles homonymes, voir Jarraud.
Pierre Jarraud est un artiste peintre français né à Limoges le 4 juillet 1941 et mort le 11 janvier 1997 à Condat-sur-Vienne à l'âge de 55 ans. Graphiste de profession, Pierre Jarraud était créateur de catalogues, d'affiches, de logos, de compendiums et assurait des campagnes publicitaires.

## Biographie
Après avoir étudié au Lycée Gay Lussac de Limoges, Pierre Jarraud poursuit ses études pendant trois ans à l’École nationale supérieure d'art de Limoges puis à l’École supérieure d'art et design Saint-Étienne. Il réalise ses premières peintures à l'huile à l'âge de treize ans. Le thème des poupées anciennes et des mannequins qu'il collectionne et qu'il met en scène dans ses œuvres a fait de lui « le peintre des poupées ». Graphiste de formation, il travaille pendant cinq ans dans une agence avant de s'installer à son compte en 1970. 
En 2000, sa femme et sa fille organisent une exposition à la galerie Everarts à Paris pour présenter une partie de ses œuvres.
En 2015, Laurent Bourdelas, écrivain, critique et historien français a organisé en collaboration avec la ville de Limoges et le Conseil départemental de la Haute- Vienne, une rétrospective de ses œuvres à l'Espace Jules Noriac. Cet hommage présentait 200 œuvres telles que des huiles sur toile, des aquarelles, des marines et des portraits. Il a été suivi d'une exposition d'aquarelles, L‘univers de Pierre Jarraud au Bateau livre, à la médiathèque  de Condat-sur-Vienne en 2016.

### Prix, médailles et distinctions
- Prix de la ville de Pierrefonds

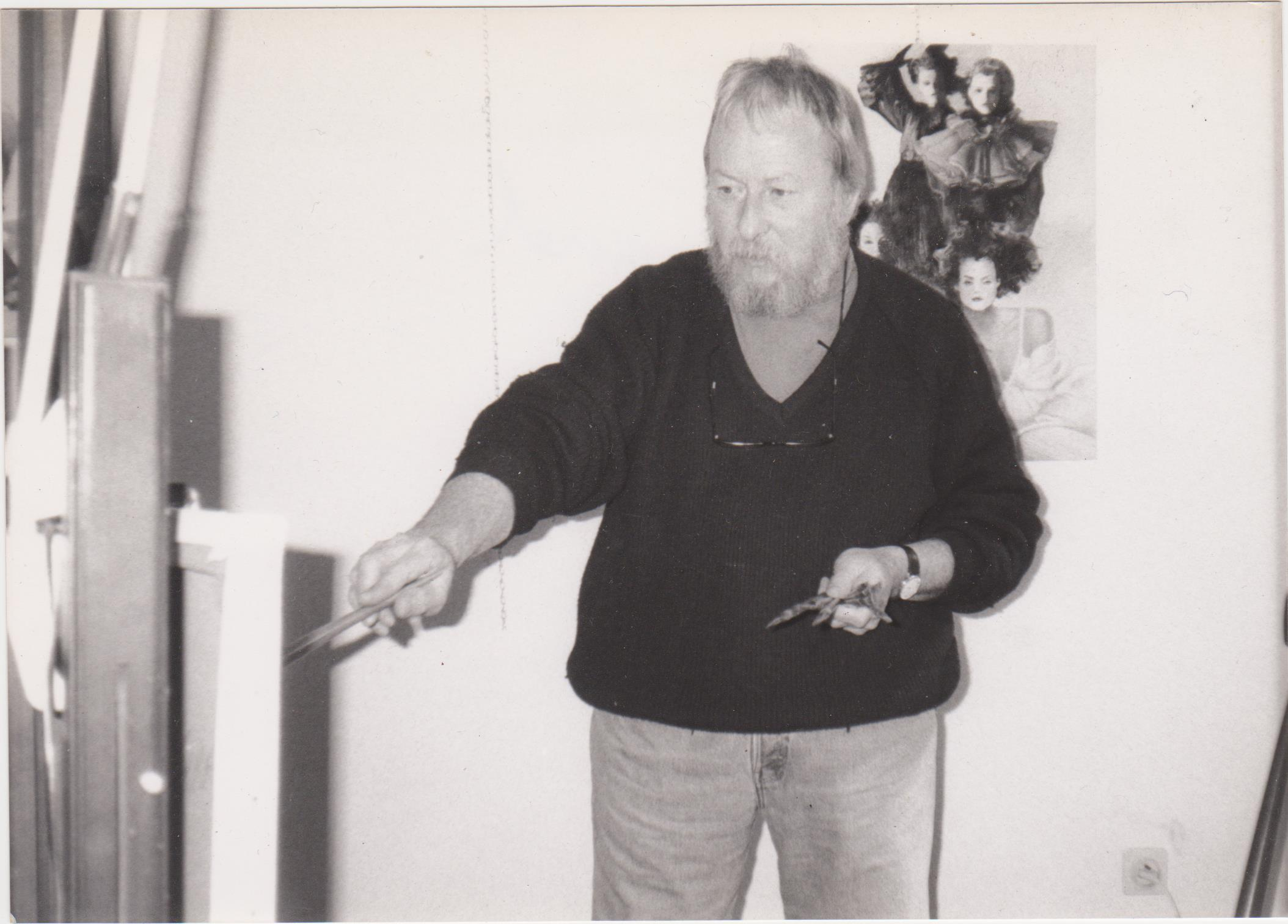
Pierre Jarraud

- Médaille d'or de l’éducation sociale
- Médaille d'or de Vitry-le-François
- Distinction « Grand prix européen des Beaux Arts »
- Sélection « Prix de la main d'or »
- Sélection « Meilleur artiste de France »

### Diplômes
- Diplôme national des Beaux Arts
- Diplôme d'honneur du « Grand prix de la rose d'or »
- Diplôme d'honneur du « Salon de l'Académie internationale des artistes de France »

## Défense du patrimoine
- Association pour la promotion du patrimoine artistique français
- Salon France-Chicago 1992. Page 30 « Élodie », huile sur toile
- Salon France-München. Page 56. « Rêve », huile sur toile
- French Art for Aids. Repertory Las Vegas. Page 42 « Lucette », page 43 « Après-midi d'été », page 44 « Dimanche matin » , page 45 « Bouderie »

## Expositions en France
2022 : exposition au Pavillon du Verdurier à Limoges, Haute-Vienne. Pierre Jarraud et Laurent Bourdelas. du 21 mai au 5 juin 2022.
- Paris : Galerie Everarts, Galerie Haute-Feuille, Musée de l'Historial, Galerie Roussard, Espace Delta, Galerie Salambo
- Nice
- Creil
- Compiègne
- Saint-Quentin
- Pont-Sainte-Maxence
- Grau du Roy
- Saint-Galmier
- Ambilly
- Pierrefonds
- Exideuil
- Nîmes

## Expositions à l'étranger
- Canada. Ville de Québec. Galerie d'Art Urbania. 2018. Directrice : Kathie Robitaille.
- Montréal
- Chicago
- Prague
- Munich
- Los Angeles

## Galerie

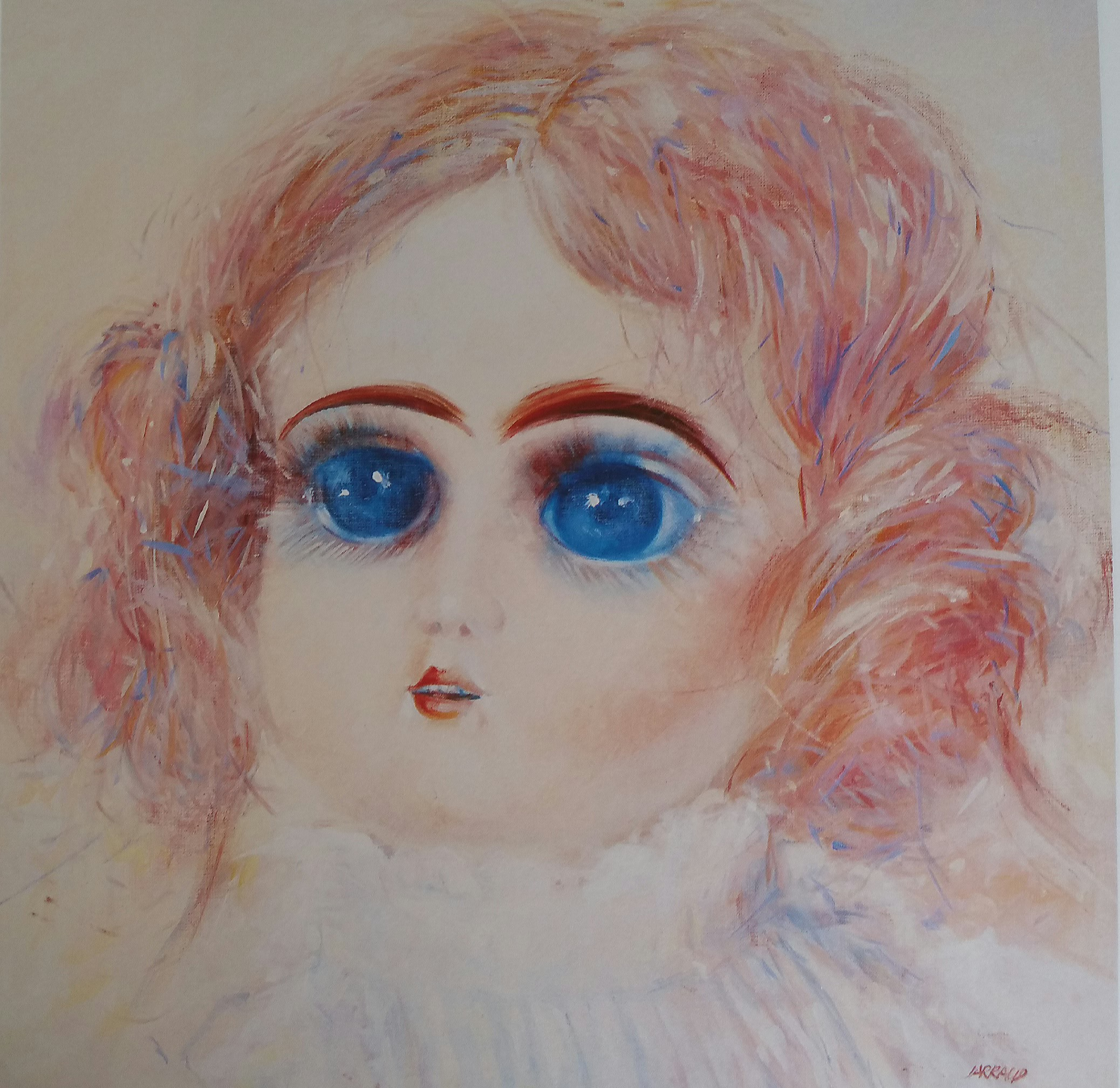
Précieuse aux yeux bleus. Huile sur toile. Octobre 1996.
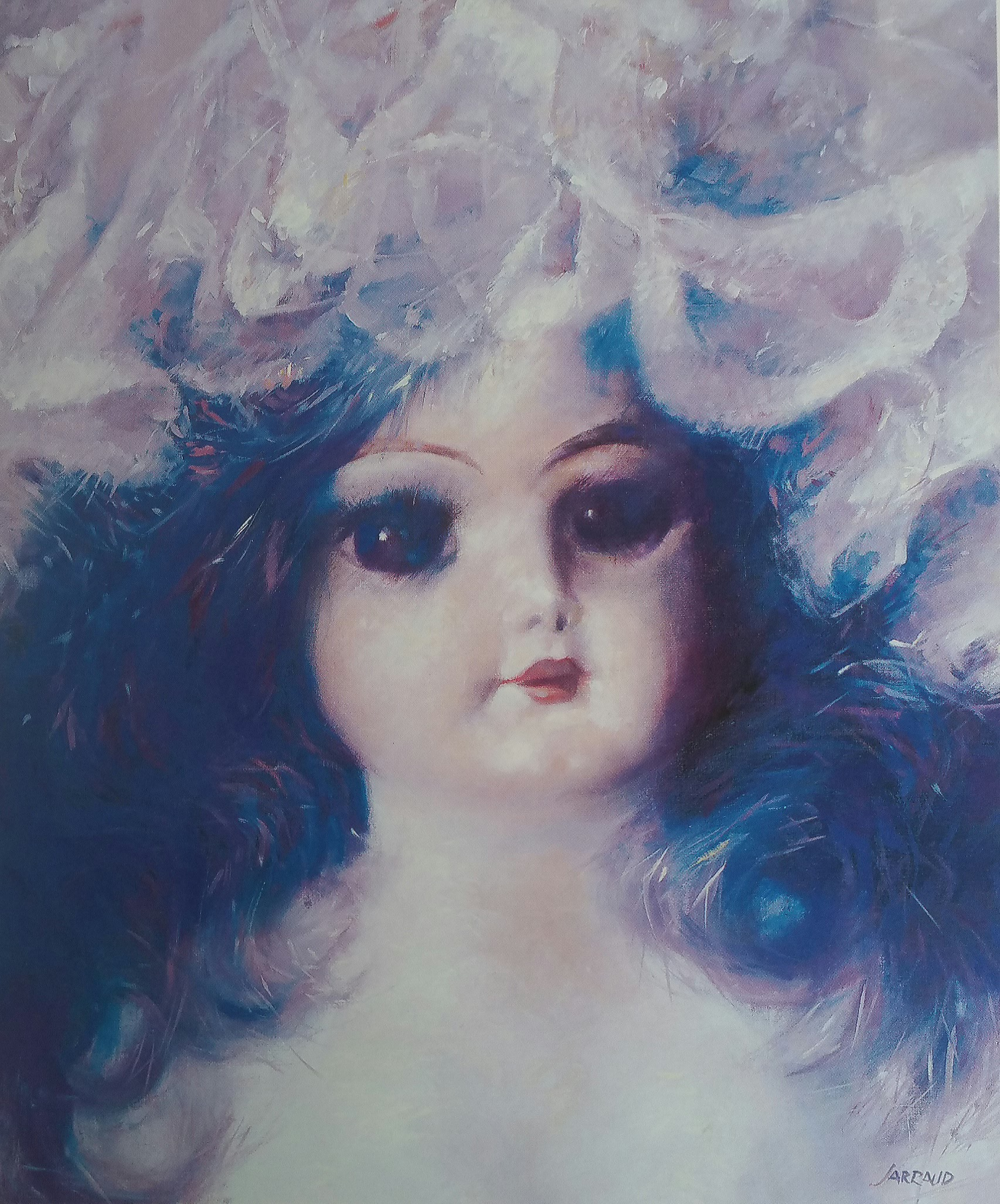
Artémise. Huile sur toile. 1996.
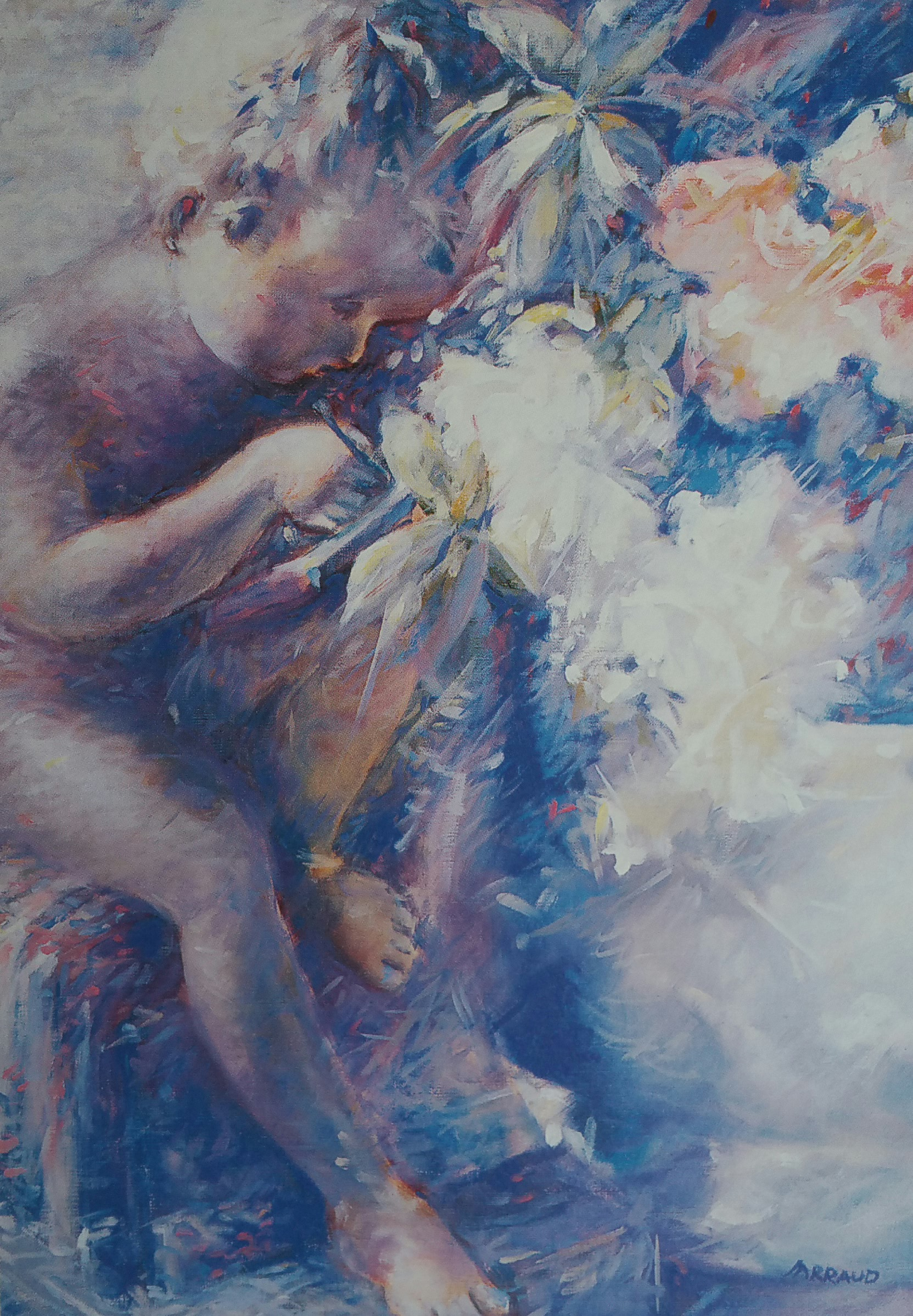
Azalées. Huile sur toile. Mai 1996
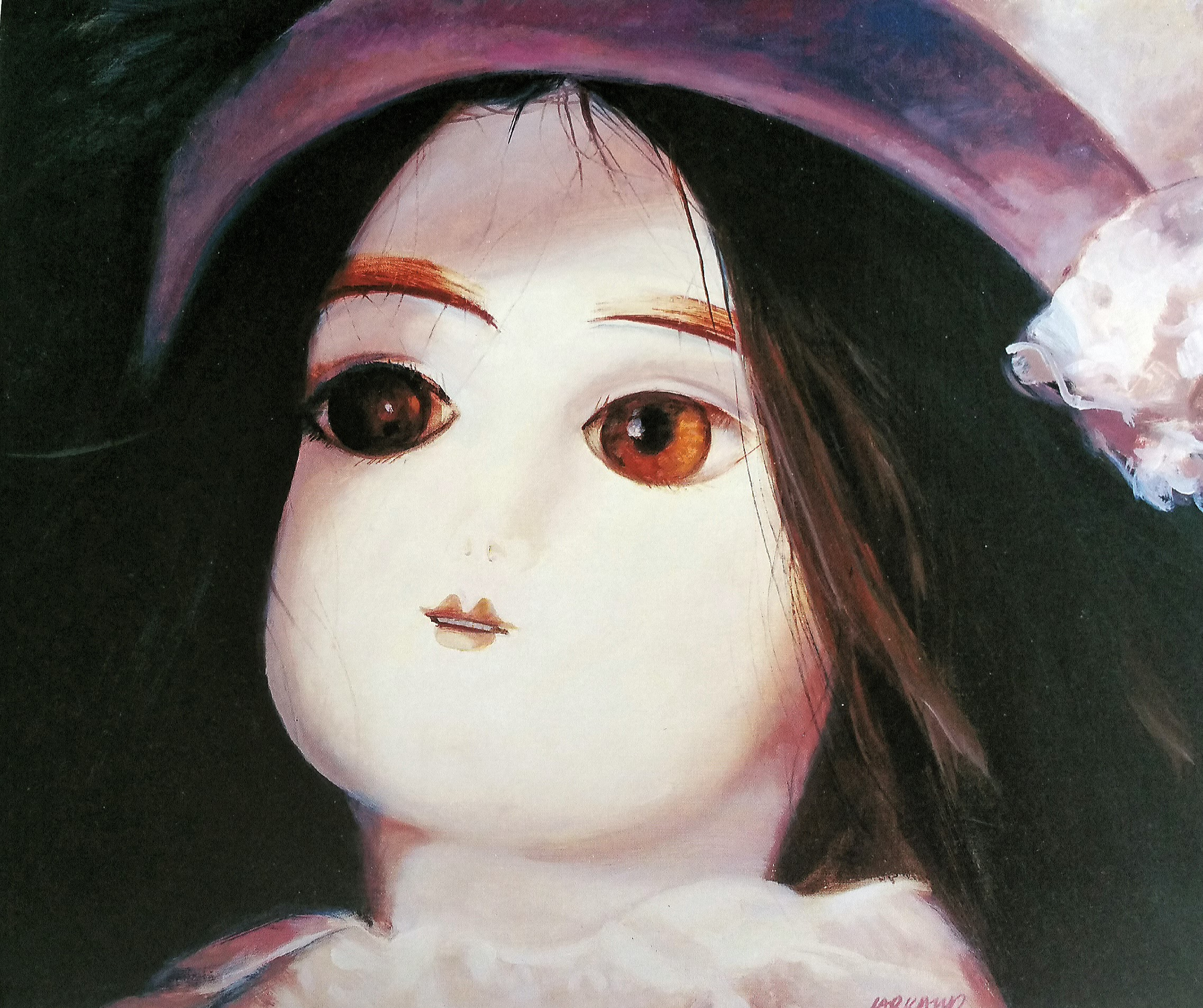
Pauline Huile sur toile.
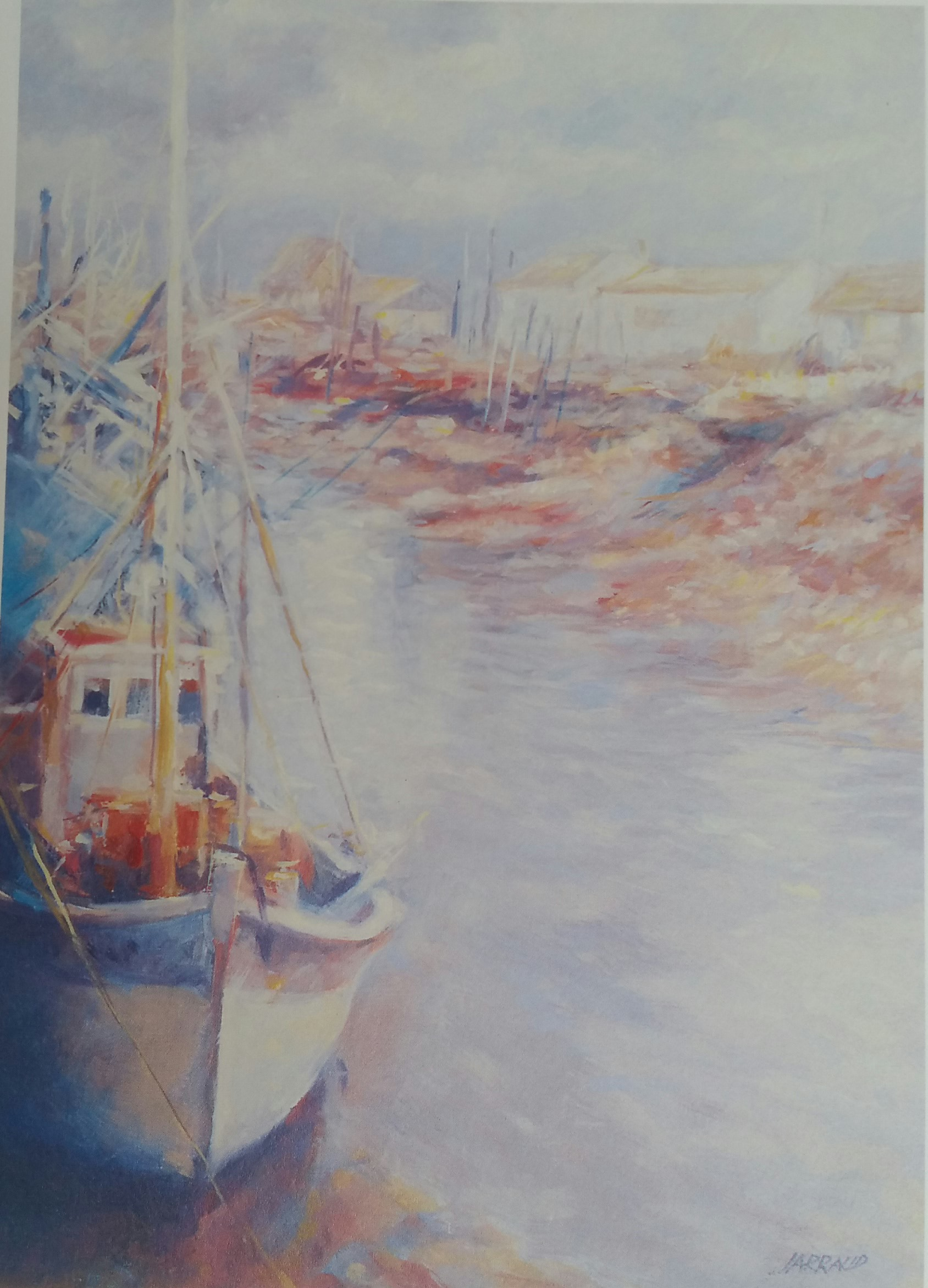
La Tremblade. Charente Maritime. Huile sur toile. Mars 1995.
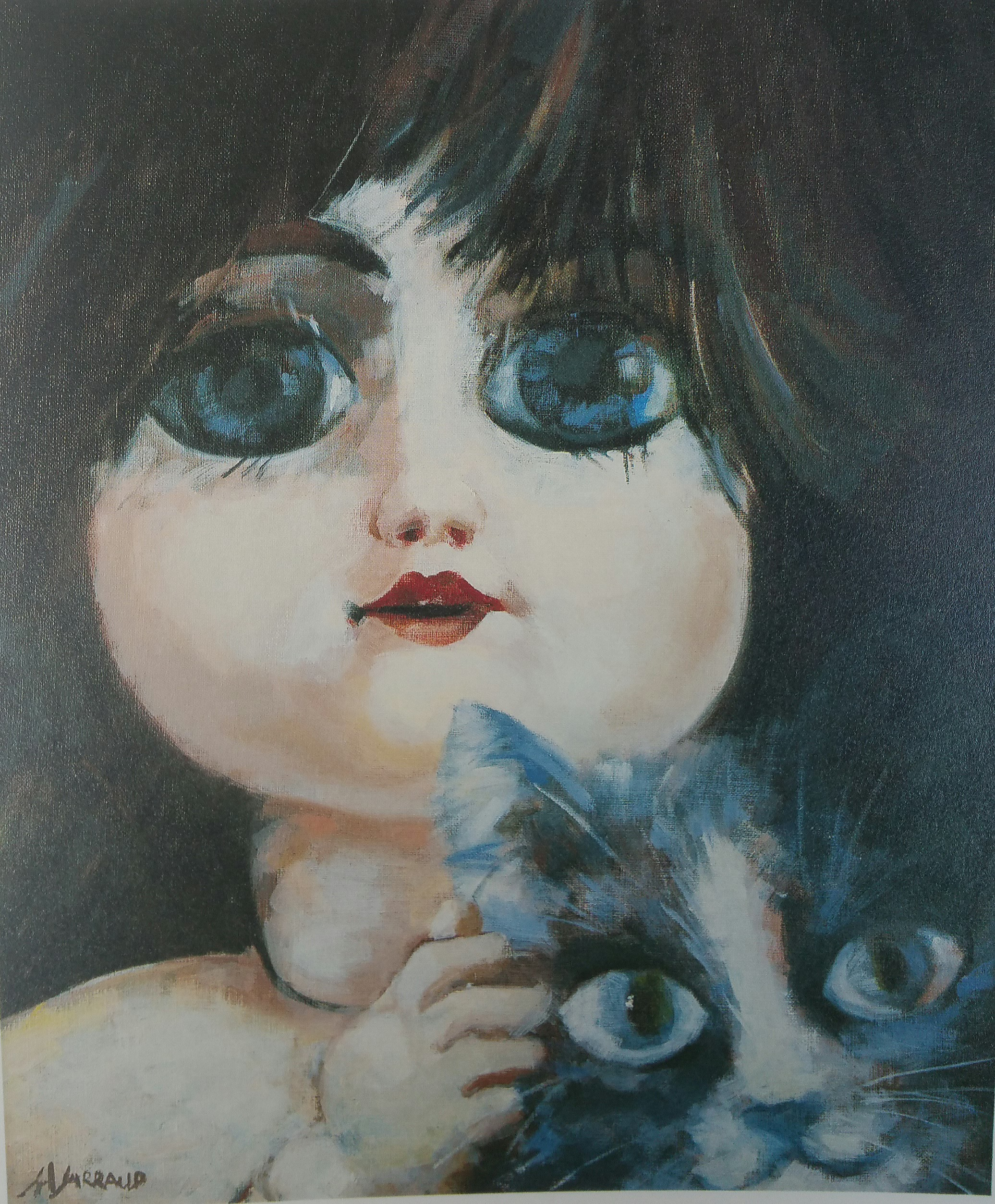
La Belle et le chat, huile sur toile

## Avec l'association et la revue Analogie
Pierre Jarraud fut le vice-président de l'association culturelle Analogie (Limoges 1985-1998) et contribua à ses activités, plus particulièrement à la revue Analogie dont il dessina le logo et à laquelle il participa régulièrement. À ce titre, il réalisa la couverture du roman Stormy Weather de Laurent Bourdelas et le frontispice du roman de Bernard Cubertafond L'Amour Flo, édités par la revue. Il participa également à plusieurs expositions d'Analogie, parmi lesquelles celle au Pavillon du Verdurier à Limoges (1986) et à l'Espace Noriac, dont il fut l'invité d'honneur (1995). La revue Analogie a publié plusieurs articles et/ou entretiens à propos de Jarraud, en particulier un hommage dans son numéro 33-34 (1997).